# Israels separationszone
Israels separationszone (Engelsk: Seam Zone) er en betegnelse brugt til at referere til det område på Vestbredden, som befinder sig øst for den Grønne Linje og vest for Israels separationsbarriere.
Ifølge israelske regeringsembedsmænd, blev zone-området skitseret første gang i september 2000, i den tid hvor der var mange selvmordsbomber, med henblik på at reducere muligheden for, at terrorister skulle trænge ind i Israel fra områder administreret af det palæstinensiske selvstyre. En del af ruten blev også planlagt med det mål for øje at yde beskyttelse for de samme trusler overfor de israelske indbyggere som bor i "Judæa og Samaria."
I 2006 blev det anslået, at omkring 57.000 palæstinensere boede i landsbyer, som befandt sig i enklaver i separationszonen, adskilt fra resten af Vestbredden af separations-barrieren. De Forenede Nationer anslog, at hvis den serie af mure, hegn, pigtråd og grøfter bliver færdige langs den planlagte rute, så vil omkring en tredjedel af palæstinenserne blive påvirket – 274.000 vil befinde sig i enklaver i barriere-zonen og omkring 400.000 være adskilt fra deres marker, arbejde, skoler og hospitaler.
I juli 2006, forudså Btselem, at 8,5 % af Vestbredden (inklusive Østjerusalem), ville befinde sig i separationszonen. Dette område rummer også 99 israelske bosættelser (inklusive 12 i Østjerusalem) i adskillige tæt befolkede områder nær den Grønne Linje – et område som i henhold til Geneve planen skal sluttes til Israel i forbindelse med en fredsaftale, og hvor 381.000 israelere bor (192.000 i Østjerusalem).

## Formål
Ifølge de israelske embedsmænd var der flere grunde til at skabe zonen. Blandt disse var "Nødvendigheden af at skabe en "bufferzone", ved at distancere barrieren fra de israelere, som bor tæt ved, hvad enten de bor i samfund i Israel eller i bosættelser." Ifølge Statsadvokatens kontor, er "denne bufferzone af vital betydning for at slå til imod de terrorister, som er nødt til at krydse barrieren for at udøve deres forehavende." En anden overvejelse som nævnes, er nødvendigheden af at "forsvare de IDF-styrker som bevogter linieføringen, ved at lægge linjen i områder, som ikke kan kontrolleres topografisk fra barrierens østlige side." Det fremføres, at grundet topografien i området, kan linjen ikke følge den Grønne Linje, fordi det "ville ikke yde beskyttelse til soldaterne, som patruljerer barrieren, fordi de ville i mange tilfælde befinde sig i en lavere topografisk position."

### Legale strukturer ogAusweis-system
Separationszonen er udnævnt til "lukket militært område" ved militær dekret udstedt 2. oktober 2003. Dekretet gør klart at "ingen person vil entre separationszonen og ingen vil blive der"
Regulativet gælder dog ikke for israelere,
, inklusive israelske bosættere. En israeler er defineret som "en borger i staten Israel, en som er bosiddende i staten Israel og registreret i befolkningsregistret i overensstemmelse med Befolkningsregister-loven og enhver som er berettiget til at emigrere til Israel i overensstemmelse med Law of Return."
Palæstinensere, som bor nær separationszonen, har tilladelse til at entre og blive, hvis de er i besiddelse af en skriftlig tilladelse, som fastslår permanent residens. Palæstinensere, som ikke bor i separationszonen, kan anmode om personlig tilladelse under forudsætning af, at de har en gyldig grund. Tilladelse må ansøges om på forhånd. Der er 12 forskellige kategorier af tilladelser, heriblandt for landmænd, ansatte, forretningsejere og ansatte i Det palæstinensiske selvstyre. Særlige kriterier for accept eller afvisning af de personlige tilladelser er ikke udspecificeret i regulativet.
Ifølge FNs kontor for koordinering af Humanitære Anliggender(UNOCHA), blev 38 % af indkomne ansøgninger i juli 2005 afvist. Israelske og palæstinensiske menneskerettighedsgrupper har lagt mærke til, at der er en stigende tendens til kun at give tilladelse til registrerede jordejere og deres efterkommere. Arbejdsstyrken i den arbejdskraft-intensive palæstinensiske landbrugssektor er derfor ofte udelukket. Kombineret med de restriktioner, som selv de som har tilladelse udsættes for, er der en stigende tendens til, at markerne i separationszonen ikke bliver kultiveret. Under israelsk lov, kan jord, som ikke er blevet kultiveret i tre på hinanden følgende år konfiskeres og erklæres for "statslig jord". UNOCHA hævder, at meget af jorden i separationszonen allerede er erklæret "statslig jord".

## Kritik
Menneskerettighedsgrupper, inklusive dem i Israel, har udfordret lovligheden af både separations-barrieren og -zonen i forhold til International Lov. For eksempel, i en petition til Israels Højesteret, gjorde NGO-organisationen HaMoked: Center for the Defense of the Individual gældende, at 
"overfloden af deklarationer og regulativer har ført et lovligt apartheid med sig, som ikke kan tolereres, er illegalt og amoralsk. Med andre ord, den diskriminerende og forulempende topografiske struktur står ovenpå en skamfuld, normativ infrastruktur, uden fortilfælde i israelsk lov."

## Byer og landsbyer i enklaver i separationszonen
I 2007 var der 38 palæstinensiske byer og landsbyer i separationszonen
De følgende byer og landsbyer befinder sig i enklaver vest for separationsbarrieren og øst for Den Grønne Linje:
- Barta'a enklaven: Inkluderer Barta'a Sharqiya, Umm Rihan, Khirbet 'Abdallah al-Yunis, Khirbet Ash-Sheikh Sa'eed, Khirbet al-Muntar al-Gharbiya, Khirbet al-Muntar ash-Sharqiyya, and Dhaher al-Malik
- Baqa ash-Sharqiyya enklaven: Inkluderer også Nazlat Issa and Nazlat Abu Nar
- Khirbet Jabara enklaven
- Qalqilya enklaven
- Enclave of Ras Tira, Dab'a, Wad Rasha and Arab a-Ramadeen
- Azzun Atme enklaven

Byer og landsbyer i separationszonen som befinder sig øst for separationsbarrieren, omfatter:
- Rumane enklaven, Taybeh and Anin
- Tulkarem enklaven: Inkluderer også Tulkarem flygtningelejren, Nur Shams flygtningelejren, Iktaba, Dhinnaba, Faroun, Kafa og Shufa
- Qalqilya enklaven
- Hable enklaven, Ras Atiya and Izbat Jalud

Jerusalem-området:
- Beir Nabala enklaven: Inkluderer også Beit Hanina, al-Judeira, and al-Jib
- Jayyous

Bethlehem-området:
- al-Walaja[11]
- Husan
- Nahalin

## Jødiske bosættelser i separationszonen
I 2006 var der 99 jødiske bosættelser i separationszonen, inklusive:
- Alfei Menashe
- Ariel
- Karnei Shomron
- Rehan
- Hannanit
- Shaked

## Eksterne links
- Displaced by the Wall: Forced Displacement as a Result of the West Bank Wall and its Associated Regime Arkiveret 19. juli 2013 hos  Wayback Machine, Badil Resource Center for Palestinian Residency and Refugee Rights and The Norwegian Refugee Council/Internal Displacement Monitoring Centre, September 2006.
- A study by Terry Rempel on Palestinan Refugees in the West Bank and Gaza Strip for ForcedMigration.org Arkiveret 27. september 2007 hos  Wayback Machine
- Israeli Ministry of Defense website on the Israel Security Fence Arkiveret 28. september 2013 hos  Wayback Machine
- Amira Hass article on how Palestinians are now 'illegal residents' Arkiveret 29. september 2007 hos  Wayback Machine